# 天道盟一統會
天道盟一統會，是臺灣三大犯罪組織之一的天道盟旗下的分會。

## 簡介
一統會在台北市士林地區、士林夜市一帶為主要地緣活動範圍，是由原士林地區有地緣關係的「士林街仔幫」角頭加入天道盟所組成。
2001年間，士林地區角頭葉○明（綽號「西瓜」）夥同郭○賢、邱○賢、邱○明、柳○倫等人組成一統會，同年12月葉○明以一統會名義率領10餘人向臺北市士林夜市之攤販、店家公開宣示，士林夜市新攤商已由「一統會」管理，攤販每年須繳交6,000 元，商家每年須繳交3 萬元至5 萬元不等名義之「顧問費」，始能提供保護服務；「一統會」以士林夜市附近的「士峰檳榔攤」大樓為據點。（資料來源:臺灣士林地方法院刑事判決93年度重訴字第12號）

## 其他簡介

### 士林街仔幫時期
1988年，台灣政府宣佈釋放300多名幫派份子，包含「士林街仔幫」角頭各個要角. 因「士林街仔幫」角頭在士林地區有地緣的關係，與當時正值發展的天道盟要角有密切聯絡與往來。
1990年，台灣經濟蓬勃發展，正值政府推動8兆的公共工程計畫，士林街仔幫先後成立了六家企業新公司，以暗中進行圍標、綁標工程；短短數年便賺取暴利，並運用充裕資金再次拓展勢力版圖。
1994年，士林街仔幫事業推向高峰，在台北中山區林森北路成立分會-
- 「黑豹社」分會長-林瑞坤，角頭（綽號「水昆」），分副會長-張立威。

1997年， 短短幾年，士林街仔幫不但有民意,代表撐腰，幕後更有財團金援，成長速度更是過去近5倍。一統會陸續成立兩支“武派”分會
- 「青龍社」分會長-林福金（綽號「阿金」），分副會長-趙庭忠。
- 「白虎社」分會長-劉○亮（綽號「諸葛亮」），分副會長陳庫貴。

### 一統會時期
2001年，在經羅老大的幾度邀請和引納「士林街仔幫」正式加入天道盟，成立其犯罪組織之旗下分會，" 一統會"。首任會長-葉○明（綽號「西瓜」，原「士林街仔幫」角頭），副會長-黃○寶。（原「士林街仔幫」角頭）
2003年，會長葉○明,年事已高有意退出會長一職、身居幕後「仲裁」角色。因此，葉○明推舉「黑豹社」分會長林瑞坤為新一任繼承人。
2004年初，林瑞坤接任第二任會長，並成立“一統會”旗下兩支“文派”分會，主要活躍於公關法務，行政財務，與地方或中央政治界搭關係，滲透合法行業的跡象，並有以合法掩護非法勾當。
- 「文林分會」分會長-邱○勝，分副會長-江和德（綽號「江大狀」）。

- 「士林分會」分會長-柳○倫

，分副會長-黃清仁。被中國共產黨逮捕殺害！

至今，"一統會"已成為國際性的黑社會組織，一般認為準成員與關係合夥人主要活躍於台灣和大陸，少數成員分佈遍及歐、美和亞洲各區域。台灣警方表示，現在北台灣區多數中生代本省籍兄弟都被引入"一統會，而且也很忠心。 "一統會"的青生代則活躍於各非法勾當如收取保護費，特種行業圍事，開設職業大賭場等。"一統會"也掌控台北市士林地區、士林夜市一帶的毒品市場。此廣域性黑幫已引起政府及治安單位的密切關注。

## 創會幹部
- 會長：葉靜明（綽號「西瓜」，原士林街仔幫角頭）[2]
- 副會長：黃進寶
- 顧問：丁銘卓（綽號「小卓」）
- 護法：萬博俊
- 護法：方善臣（綽號「臣哥」）
- 長老：林瑞坤（綽號「水昆」,原士林街仔幫角頭）
- 長老：林福金（綽號「阿金」,原士林街仔幫角頭）
- 長老：劉○亮（綽號「諸葛亮」「鳳雛」,原士林街仔幫角頭）
- 長老：何詠傑
- 長老：邱全勝 角頭
- 幹部: 柳○倫(綽號「柳樹」原士林街仔幫角頭)
- 軍師：陳O澤（綽號「澤哥」原士林街仔幫角頭）

## 現任幹部
- 會長：林瑞坤（綽號「水昆」）
- 副會長：連禮榮（綽號「大連」）
- 顧問：丁銘卓（綽號「小卓」）
- 護法：萬博俊
- 護法：方善臣（綽號「臣哥」）
- 長老：林偉權（綽號「權少」）
- 長老：李國偉（實名：黃利勉，馬來西亞華僑：綽號「大肥」）
- 長老：張子華（香港華僑）
- 長老：何○傑
- 長老：邱○勝....
- 幹部: 柳○倫(綽號「柳樹」原士林街仔幫角頭)
- 軍師：陳O澤（綽號「澤哥」原士林街仔幫角頭）

## 分會
- 文林分會長：邱○勝
- 士林分會長：柳○倫